# 가류 신고
가류 신고(일본어: 我龍 真吾, 1975년 6월 23일 ~ )는 도쿄에서 태어난 일본의 킥복싱 선수다.

## 생애
도쿄도 하치오지시 출신에 킥복싱 과거에 신일본 킥복싱 협회 왕좌의 자리에 오르기도 했으며, 사고로 인해 영구 추방되어 장기간 방황한 경험이 있다. 현재는 일본 현지에 뿌리를 내려서 현역선수이자 체육관 〈파이팅 마스터〉의 주인 겸 회장을 맡고 있다.
특징
- 시합 시작 전, 링 위에 룰 설명시 민스를 자르는 행위를 하는 게 항상하는 의식이다.
- 가류의 특징에 《가류 타임》이라고 불리는 것이 있는데, 이것은 최종 라운드에서 남은 시간이 채 1분이 안되면 무방비의 상태에서 상대와 서로 때리는 것이다.
- 과거 자신의 프로필에 〈직업 : 시정잡배, 취미 : 팍팍 괴롭히기〉 등과 같이 남을 무시하는 문장을 썼던 때는 개구쟁이였다.

### 입식 타격 전적
- 7전 3승 4패(1 KO)

| 경기일자         | 상대                  | 결과 | 내용        | 대회                                     |
| ---------------- | --------------------- | ---- | ----------- | ---------------------------------------- |
| 2009년 3월 20일  | 지인진                | 승   | 3R 판정     | K-1 맥스 코리아 2009                     |
| 2009년 2월 23일  | 오와타리 히로유키     | 승   | 3R 판정     | K-1 월드 맥스 2009 일본대표결정 토너먼트 |
| 2008년 2월 2일   | 아투르 키시엔코       | 패   | 1R KO       | K-1 월드 맥스 2008 일본대표결정 토너먼트 |
| 2006년 9월 16일  | 이수환                | 패   | 1R 27초 KO  | K-1 월드 network khan 2006 in seoul      |
| 2006년 2월 25일  | 문종운                | 패   | 4R 연장판정 | K-1 월드 network khan 2006 in busan      |
| 2006년 2월 4일   | 레미기우스 몰카비치스 | 패   | 1R 8초 KO   | K-1 월드 맥스 2006 일본대표결정 토너먼트 |
| 2005년 10월 12일 | 사밀 벨바치           | 승   | 2R TKO      | K-1 월드 맥스 2005                       |

### 정보
주 베이스는 킥복싱으로, 그의 소속팀은 파이팅 마스터에 소속해 있다. 그 밖의 전적을 본다면 41전 21승 13패 7무(13 KO)로 괜찮은 전적을 보유하고 있다. 2006년도 일본대표결정전에서는 레미기우스 몰케비셔스에게 1R 8초만에 KO를 내준 뼈아픈 1전을 보유했다. 부산 칸 대회에서는 문종운에게 연장판정패를 하고 2008 일본대표결정전에서는 아투르 키시엔코에게 1라운드에 무참히 KO되어 여러모로 좋지 않은 전적들이다.

## 타이틀
그의 챔피언 타이틀은 제이넷 웰터급 챔피언으로 딱 1개의 챔피언 타이틀을 보유한 바 있다.